# American Le Mans Series 1999
Navigation
Édition suivante
L'American Le Mans Series 1999 a été la saison inaugurale de ce championnat. Cette compétition avait été précédée en 1998 par une course expérimentale qui était intégrée au championnat IMSA GT, le Petit Le Mans 1998.

## Calendrier
| N° | Date         | Course                            | Circuit                        | Lieu        | État, Pays             |
| -- | ------------ | --------------------------------- | ------------------------------ | ----------- | ---------------------- |
| 1  | 20 mars      | 12 Heures de Sebring              | Sebring International Raceway  | Sebring     | Floride, États-Unis    |
| 2  | 18 avril     | Grand Prix d'Atlanta              | Road Atlanta                   | Atlanta     | Géorgie, États-Unis    |
| 3  | 27 juin      | Grand Prix de Mosport             | Mosport                        | Bowmanville | Ontario, Canada        |
| 4  | 25 juillet   | Grand Prix de Sonoma              | Sears Point Raceway            | Sonoma      | Californie, États-Unis |
| 5  | 1er août     | Rose City Grand Prix              | Portland International Raceway | Portland    | Oregon, États-Unis     |
| 6  | 18 septembre | Petit Le Mans                     | Road Atlanta                   | Atlanta     | Géorgie, États-Unis    |
| 7  | 10 octobre   | Monterey Sports Car Championships | Laguna Seca Raceway            | Monterey    | Californie, États-Unis |
| 8  | 7 novembre   | Grand Prix de Las Vegas           | Las Vegas Motor Speedway       | Las Vegas   | Nevada, États-Unis     |

## Résultats
Les vainqueurs du classement général de chaque manche sont inscrits en caractères gras.
| Manche | Circuit      | Équipe victorieuse LMP                   | Équipe victorieuse GTS                    | Équipe victorieuse GT                   | Résultats |
| Manche | Circuit      | Pilotes victorieux LMP                   | Pilotes victorieux GTS                    | Pilotes victorieux GT                   | Résultats |
| ------ | ------------ | ---------------------------------------- | ----------------------------------------- | --------------------------------------- | --------- |
| 1      | Sebring      | #42 BMW Motorsport                       | #56 Martin Snow Racing                    | #23 Alex Job Racing                     | Résultats |
| 1      | Sebring      | J.J. Lehto Tom Kristensen Jörg Müller    | Martin Snow Melanie Snow Patrick Huisman  | Kelly Collins Cort Wagner Darryl Havens | Résultats |
| 2      | Road Atlanta | #0 Team Rafanelli SRL                    | #99 Schumacher Racing                     | #7 PTG                                  | Résultats |
| 2      | Road Atlanta | Eric van de Poele Domenico Schiattarella | John O'Steen Larry Schumacher             | Brian Cunningham Johannes van Overbeek  | Résultats |
| 3      | Mosport      | #2 Panoz Motor Sports                    | #91 Dodge Viper Team Oreca                | #23 Alex Job Racing                     | Résultats |
| 3      | Mosport      | Jan Magnussen Johnny O'Connell           | Olivier Beretta David Donohue             | Dirk Müller Cort Wagner                 | Résultats |
| 4      | Sears Point  | #42 BMW Motorsport                       | #91 Dodge Viper Team Oreca                | #9 PTG                                  | Résultats |
| 4      | Sears Point  | J.J. Lehto Steve Soper                   | Olivier Beretta David Donohue             | Hans-Joachim Stuck Boris Said           | Résultats |
| 5      | Portland     | #1 Panoz Motor Sports                    | #91 Dodge Viper Team Oreca                | #23 Manthey Racing                      | Résultats |
| 5      | Portland     | Éric Bernard David Brabham               | Olivier Beretta David Donohue             | Dirk Müller Cort Wagner                 | Résultats |
| 6      | Road Atlanta | #1 Panoz Motor Sports                    | #91 Dodge Viper Team Oreca                | #23 Manthey Racing                      | Résultats |
| 6      | Road Atlanta | Éric Bernard David Brabham Andy Wallace  | Olivier Beretta Karl Wendlinger Marc Duez | Dirk Müller Sascha Maassen Cort Wagner  | Résultats |
| 7      | Laguna Seca  | #42 BMW Motorsport                       | #91 Dodge Viper Team Oreca                | #02 Reiser Callas Rennsport             | Résultats |
| 7      | Laguna Seca  | J.J. Lehto Steve Soper                   | Olivier Beretta Karl Wendlinger           | Johnny Mowlem David Murry               | Résultats |
| 8      | Las Vegas    | #42 BMW Motorsport                       | #92 Dodge Viper Team Oreca                | #23 Manthey Racing                      | Résultats |
| 8      | Las Vegas    | J.J. Lehto Steve Soper                   | Tommy Archer Karl Wendlinger              | Dirk Müller Cort Wagner                 | Résultats |

## Classement écuries

### Classement LMP
| Pos. | Écurie                 | Châssis                                      | Moteur                                           | 1  | 2  | 3  | 4  | 5  | 6  | 7  | 8  | Total |
| ---- | ---------------------- | -------------------------------------------- | ------------------------------------------------ | -- | -- | -- | -- | -- | -- | -- | -- | ----- |
| 1    | Panoz Motor Sports     | Panoz Esperante GTR-1 Panoz LMP-1 Roadster-S | Ford (Roush) 6.0 L V8 Ford (Élan-Yates) 6.0 L V8 |    | 15 | 25 | 21 | 25 | 25 | 21 | 17 | 149   |
| 2    | BMW Motorsport         | BMW V12 LMR                                  | BMW S70 6.0 L V12                                | 30 |    |    | 25 | 21 | 21 | 25 | 25 | 147   |
| 3    | Dyson Racing           | Riley & Scott Mk III                         | Ford 5.0 L V8                                    | 26 | 19 | 17 | 17 | 14 | 17 | 15 | 14 | 139   |
| 4    | Doyle-Risi Racing      | Ferrari 333 SP                               | Ferrari F310E 4.0 L V12                          | 19 | 17 | 15 | 10 | 11 |    | 14 | 13 | 99    |
| 5    | Doran Enterprises      | Ferrari 333 SP                               | Ferrari F310E 4.0 L V12                          |    | 21 | 12 | 12 | 8  | 12 | 17 | 15 | 97    |
| 6    | Team Rafanelli SRL     | Riley & Scott Mk III                         | Judd GV4 4.0 L V10                               |    | 25 | 19 | 14 | 13 | 14 |    |    | 85    |
| 7    | Champion Racing        | Porsche 911 GT1-98                           | Porsche 3.2 L Turbo Flat-6                       | 22 |    | 14 | 8  | 12 | 13 |    | 5  | 74    |
| 8    | Hybrid R&D             | Riley & Scott Mk III                         | Ford 5.0 L V8                                    | 8  | 9  | 10 | 5  |    |    | 10 | 11 | 63    |
| 9    | Intersport Racing      | Riley & Scott Mk III Lola B98/10             | Ford (Roush) 6.0 L V8 Ford (Roush) 6.0 L V8      | 14 |    | 8  |    | 7  | 6  | 8  | 9  | 52    |
| 10   | Downing/Atlanta        | Kudzu DLM Kudzu DLY                          | Mazda 2.0 L 3-Rotor Mazda R26B 2.6 L 4-Rotor     | 17 | 8  | 9  |    | 6  | 10 |    |    | 50    |
| 11   | Transatlantic Racing   | Riley & Scott Mk III                         | Ford 5.0 L V8                                    | 15 | 12 |    |    |    | 9  | 13 |    | 49    |
| 12   | Dollahite Racing       | Ferrari 333 SP                               | Ferrari F310E 4.0 L V12                          |    | 11 | 5  | 6  | 10 |    |    |    | 32    |
| 13   | Price & Bscher         | BMW V12 LM                                   | BMW S70 6.0 L V12                                |    |    |    | 13 | 15 |    |    |    | 28    |
| 14   | DAMS                   | Lola B98/10                                  | Judd GV4 4.0 L V10                               |    |    | 7  |    |    |    |    | 19 | 26    |
| 15   | Audi Sport Team Joest  | Audi R8R                                     | Audi 3.6 L Turbo V8                              | 24 |    |    |    |    |    |    |    | 24    |
| 16   | Robinson Racing        | Riley & Scott Mk III                         | Chevrolet 6.0 L V8                               | 12 |    |    | 9  |    |    |    |    | 21    |
| 17   | Multimatic Motorsports | Lola B98/10                                  | Ford 5.1 L V8                                    |    | 5  | 11 |    |    |    |    |    | 16    |
| 18   | Nygmatech Racing       | Riley & Scott Mk III                         | Ford 5.0 L V8                                    |    |    |    |    |    | 7  | 7  |    | 14    |
| 19   | Genesis Racing         | Riley & Scott Mk III Hawk MD3R               | Ford 5.0 L V8 Chevrolet 6.0 L V8                 | 13 |    |    |    |    |    |    |    | 13    |
| 20=  | Sintura Racing         | Sintura S99                                  | Judd GV4 4.0 L V10                               |    |    |    |    |    |    | 11 |    | 11    |
| 20=  | J&P Motorsports        | Panoz LMP-1 Roadster-S                       | Ford (Élan-Yates) 6.0 L V8                       |    |    |    |    |    | 11 |    |    | 11    |
| 20=  | TRV Motorsports        | Riley & Scott Mk III                         | Chevrolet 6.0 L V8                               |    | 6  |    |    |    |    | 5  |    | 11    |
| 23   | Whittington Brothers   | Riley & Scott Mk III Lola B98/10             | Ford 5.0 L V8 Ford (Roush) 6.0 L V8              |    | 10 |    |    |    |    |    |    | 10    |
| 24   | Team Cascadia          | Lola B98/12                                  | BMW 4.0 L V8 Chevrolet 6.0 L V8                  |    |    |    |    | 5  |    |    |    | 5     |

### Classement GTS
| Pos. | Écurie                         | Châssis                 | Moteur                                | 1  | 2  | 3  | 4  | 5  | 6  | 7  | 8  | Total |
| ---- | ------------------------------ | ----------------------- | ------------------------------------- | -- | -- | -- | -- | -- | -- | -- | -- | ----- |
| 1    | Dodge Viper Team Oreca         | Dodge Viper GTS-R       | Dodge 8.0 L V10                       |    |    | 25 | 25 | 25 | 25 | 25 | 25 | 150   |
| 2    | Martin Snow Racing             | Porsche 911 GT2         | Porsche 3.6 L Turbo Flat-6            | 30 | 21 | 14 | 15 | 17 | 7  | 19 | 13 | 139   |
| 3    | Saleen/Allen Speedlab          | Saleen Mustang SR       | Ford 8.0 L V8                         | 14 | 17 | 19 | 17 | 14 | 11 | 13 | 14 | 119   |
| 4    | Konrad Motorsport              | Porsche 911 GT2         | Porsche 3.6 L Turbo Flat-6            | 24 | 19 |    | 13 | 19 | 8  | 15 | 15 | 113   |
| 5    | Chiefie Motorsports            | Porsche 911 GT2         | Porsche 3.6 L Turbo Flat-6            | 17 | 13 | 13 | 12 | 13 | 14 | 14 | 12 | 108   |
| 6    | Corvette Racing                | Chevrolet Corvette C5-R | Chevrolet 6.0 L V8 Chevrolet 7.0 L V8 | 22 |    |    | 21 |    | 17 | 21 | 19 | 100   |
| 7    | Freisinger Motorsport          | Porsche 911 GT2         | Porsche 3.6 L Turbo Flat-6            | 26 |    |    | 14 | 15 | 12 | 12 |    | 79    |
| 8    | Schumacher Racing              | Porsche 911 GT2         | Porsche 3.6 L Turbo Flat-6            | 15 | 25 | 17 |    |    |    |    |    | 57    |
| 9    | CJ Motorsports                 | Porsche 911 GT2         | Porsche 3.6 L Turbo Flat-6            | 19 | 15 | 15 |    |    |    |    |    | 49    |
| 10   | Roock Motorsport North America | Porsche 911 GT2         | Porsche 3.8 L Turbo Flat-6            |    |    |    |    |    | 13 | 17 | 17 | 47    |
| 11   | Johnson Autosport              | Porsche 911 Turbo       | Porsche 3.6 L Turbo Flat-6            | 16 | 14 |    |    |    |    |    |    | 30    |
| 12   | DM Motorsports                 | Porsche 911 GT2 Evo     | Porsche 3.8 L Turbo Flat-6            | 13 |    |    |    |    |    |    |    | 13    |
| 13   | Chamberlain Motorsport         | Chrysler Viper GTS-R    | Chrysler 8.0 L V10                    |    |    |    |    |    | 9  |    |    | 9     |

### Classement GT
| Pos. | Écurie                          | Châssis                                     | Moteur                                          | 1  | 2  | 3  | 4  | 5  | 6  | 7  | 8  | Total |
| ---- | ------------------------------- | ------------------------------------------- | ----------------------------------------------- | -- | -- | -- | -- | -- | -- | -- | -- | ----- |
| 1    | Prototype Technology Group      | BMW M3                                      | BMW 3.2 L I6                                    | 16 | 25 | 21 | 19 | 25 | 21 | 13 | 21 | 161   |
| 2    | Alex Job Racing                 | Porsche 911 Carrera RSR                     | Porsche 3.8 L Flat-6                            | 30 | 25 | 21 | 17 | 14 | 6  | 19 | 14 | 146   |
| 3    | Reiser Callas Rennsport         | Porsche 911 Carrera RSR                     | Porsche 3.8 L Flat-6                            | 18 | 12 | 15 | 14 | 17 | 14 | 25 | 9  | 124   |
| 4    | Contemporary Motorsports        | Porsche 911 Carrera RSR                     | Porsche 3.8 L Flat-6                            | 24 |    | 10 | 7  | 19 | 15 | 11 | 19 | 105   |
| 5    | Manthey Racing                  | Porsche 911 GT3 R (996)                     | Porsche 3.6 L Flat-6                            |    |    |    | 21 |    | 25 | 21 | 25 | 92    |
| 6    | RWS Motorsport                  | Porsche 911 GT3 R (996)                     | Porsche 3.6 L Flat-6                            |    |    |    | 11 | 9  | 12 | 9  | 10 | 51    |
| 7    | Team ARE                        | Porsche 911 Carrera RSR                     | Porsche 3.8 L Flat-6                            |    | 9  | 12 | 6  |    | 10 |    | 8  | 45    |
| 8=   | Prototype Technology Group (#9) | BMW M3                                      | BMW 3.2 L I6                                    |    |    |    | 25 | 8  |    |    |    | 33    |
| 8=   | G&W Motorsports                 | Porsche 911 GT2 Evo Porsche 911 Carrera RSR | Porsche 3.8 L Turbo Flat-6 Porsche 3.8 L Flat-6 | 20 |    |    |    |    | 13 |    |    | 33    |
| 10=  | Team PRC                        | Porsche 911 GT3 Cup (996)                   | Porsche 3.6 L Flat-6                            |    |    | 17 |    |    |    | 15 |    | 32    |
| 10=  | The Racer's Group               | Porsche 911 Carrera RSR                     | Porsche 3.8 L Flat-6                            |    |    |    | 13 | 13 |    | 6  |    | 32    |
| 12   | Auto Sport South                | Porsche 911 Carrera RSR                     | Porsche 3.8 L Flat-6                            | 10 | 8  |    |    |    | 9  |    |    | 27    |
| 13   | Alegra Motorsports              | Porsche 911 Carrera RSR                     | Porsche 3.8 L Flat-6                            | 17 |    |    |    |    | 8  |    |    | 25    |
| 14   | Freisinger Motorsport           | Porsche 911 Supercup                        | Porsche 3.8 L Flat-6                            |    |    |    |    |    | 11 |    | 13 | 24    |
| 15=  | Vanderhoof Racing               | Porsche 911 Carrera RSR                     | Porsche 3.8 L Flat-6                            |    | 14 |    | 9  |    |    |    |    | 23    |
| 15=  | Millennium Motorsports          | Porsche 911 Carrera RSR                     | Porsche 3.8 L Flat-6                            |    | 11 |    |    |    |    | 12 |    | 23    |
| 17=  | Gallade                         | Porsche 911 Carrera RSR                     | Porsche 3.8 L Flat-6                            | 22 |    |    |    |    |    |    |    | 22    |
| 17=  | TransEnergy Motorsports         | Porsche 911 Carrera RSR                     | Porsche 3.8 L Flat-6                            | 15 | 7  |    |    |    |    |    |    | 22    |
| 19   | Bell Motorsports                | BMW M3                                      | BMW 3.2 L I6                                    | 19 |    |    |    |    |    |    |    | 19    |
| 20   | Pregrid Motorsports             | Porsche 911 3.8 RSR Cup                     | Porsche 3.8 L Flat-6                            |    |    |    |    | 10 |    | 7  |    | 17    |
| 21   | Aspen Knolls Racing             | BMW M3                                      | BMW 3.2 L I6                                    |    | 15 |    |    |    |    |    |    | 15    |
| 22   | Fordahl Motorsports             | Porsche 911 Carrera RSR                     | Porsche 3.8 L Flat-6                            |    |    |    |    |    |    |    | 12 | 12    |
| 23=  | White Lightning Racing          | Porsche 911 Carrera RSR                     | Porsche 3.8 L Flat-6                            |    |    |    |    |    |    |    | 11 | 11    |
| 23=  | Broadfoot Racing                | Porsche 911 Carrera RSR                     | Porsche 3.8 L Flat-6                            | 11 |    |    |    |    |    |    |    | 11    |
| 23=  | Team Pumpelly Racing            | Porsche 911 Carrera RSR                     | Porsche 3.8 L Flat-6                            |    | 6  |    |    |    | 5  |    |    | 11    |
| 26   | Toad Hall Motor Racing          | Porsche 911 Carrera RSR                     | Porsche 3.8 L Flat-6                            |    | 10 |    |    |    |    |    |    | 10    |

## Classement pilotes

### Classement LMP
| Pos. | Pilote                  | Écurie             | 1  | 2  | 3  | 4  | 5  | 6  | 7  | 8  | Total |
| ---- | ----------------------- | ------------------ | -- | -- | -- | -- | -- | -- | -- | -- | ----- |
| 1    | Elliott Forbes-Robinson | Dyson Racing       | 27 | 20 | 17 | 17 | 14 | 17 | 15 | 14 | 141   |
| 2=   | Éric Bernard            | Panoz Motor Sports |    | 15 | 22 | 21 | 26 | 26 | 14 | 11 | 135   |
| 2=   | David Brabham           | Panoz Motor Sports |    | 15 | 23 | 21 | 26 | 26 | 13 | 11 | 135   |
| 4    | J.J. Lehto              | BMW Motorsport     |    |    |    | 28 | 24 | 21 | 25 | 25 | 123   |
| 5    | Steve Soper             | BMW Motorsport     |    |    |    | 26 | 22 | 21 | 27 | 26 | 122   |